# Ажепнаволок
А́жепна́волок — деревня в составе Шуньгского сельского поселения Медвежьегорского района Республики Карелия.

## Общие сведения
Расположена на полуострове Ажеп на берегу Повенецкого залива в северо-восточной части Онежского озера. Рядом с деревней находится одноимённый мыс Ажепнаволок.
В результате сокращения населения в 1957 году деревни Драницыно и Тугариново были объединены под общим названием Ажепнаволок.
Жители деревни имели фамилии Исаковы и Савиновы.
Рядом с деревней находится одноимённый мыс Ажепнаволок. Жители деревни имели фамилии Исаковы и Савиновы.
Западный и восточный берега мыса Ажепнаволок представляют собой песчаные отмели, тянущиеся на несколько десятков метров от кромки воды. Особенно живописна западная сторона мыса. Берег здесь усыпан цветными камушками (яшма, холцедон, шуньгит). Береговая полоса шириной около 20-30 метров представляет собой редколесье из сосен и можжевельника с большим количеством ровных площадок.
Благодаря отличной продуваемости, здесь очень мало комаров.
Ходя по границе между песчаной прибрежной полосой и лесной частью, следует соблюдать осторожность: кое-где со времен Великой Отечественной войны сохранилась колючая проволока.
Традиционно, это место посещают байдарочники и прочие водные туристы, однако на мыс также ведет грунтовая дорога, проложенная через лес в 2007 году участниками Карелия-Трофи. Эта дорога проходима для полноприводного автомобиля с высоким клиренсом.

## Население
| 2002 | 2010 | 2013 |
| ---- | ---- | ---- |
| 10   | ↘2   | →2   |